# Maidenhead United Football Club
Il Maidenhead United Football Club è una squadra di calcio inglese semi professionista avente sede nella città di Maidenhead, militante in National League.

## Storia
Il Maidenhead United è stato fondato nel 1870. Nei suoi primi anni di storia, antecedenti alla nascita degli attualmente esistenti campionati nazionali, il club prendeva regolarmente parte alla FA Cup (prima competizione ufficiale nata nella storia del calcio, nel 1871; è anche stato uno dei quindici club partecipanti alla FA Cup 1871-1872). Tra il 1872 ed il 1875, ovvero tra la seconda e la quarta edizione di sempre nella storia di tale torneo, il club conquista altrettante qualificazioni ai quarti di finale, che anche a distanza di quasi un secolo e mezzo rimangono il miglior risultato di sempre del Maidenhead United in tale competizione. Nel 1894 il club è stato tra i membri fondatori della Southern Football League. Nella stagione 1935-1936 il club ha raggiunto per la prima (ed unica, vista la successiva soppressione del torneo) volta la semifinale di FA Amateur Cup.
Nella sua storia ha sempre militato nelle categorie inferiori fino al 2016-2017, quando ottiene la prima promozione in National League, alla quale partecipa tuttora.

## Allenatori
- Martyn Busby (1996-1997)
- Alan Devonshire (1997-2003)
- John Dreyer (2003-2004)
- Alan Devonshire (2015-2022)
- Michele Menna (2023-)

## Palmarès

### Competizioni nazionali
- National League South: 1

2016-2017
- Isthmian League Full Members Cup: 1

1996-1997
- Corinthian League: 3

1957-1958, 1960-1961, 1961-1962
- Spartan League: 3

1926-1927, 1931-1932, 1933-1934

### Competizioni regionali
- West Berkshire League: 1

1902-1903
- Berks & Bucks Senior Cup: 22

1894–1895, 1895–1896, 1911–1912, 1927–1928, 1929–1930, 1930–1931, 1931–1932, 1938–1939, 1945–1946, 1955–1956, 1956–1957, 1960–1961, 1962–1963, 1965–1966, 1969–1970, 1997–1998, 1998–1999, 2001–2002, 2002–2003, 2009–2010, 2014–2015, 2016–2017